# Pitjantjatjara
Denna artikel handlar om folket lakota, för språket, se Pitjantjatjara (språk).
Pitjantjatjara är ett aboriginskt folk i centrala Australiens öken. De är nära besläktade med folkgrupperna yankunytjatjara och ngaanyatjarra. 
De kallar sig själva för anangu. Pitjantjatjara-landet ligger till största delen i nordvästra Sydaustralien och sträcker sig över Norra territoriets gräns till en bit söder om Amadeus-sjön och lite västerut in i Western Australia. Landet är en odelbar och viktig del av folkets identitet och varenda del är rik på historier och betydelse för anangufolket. 

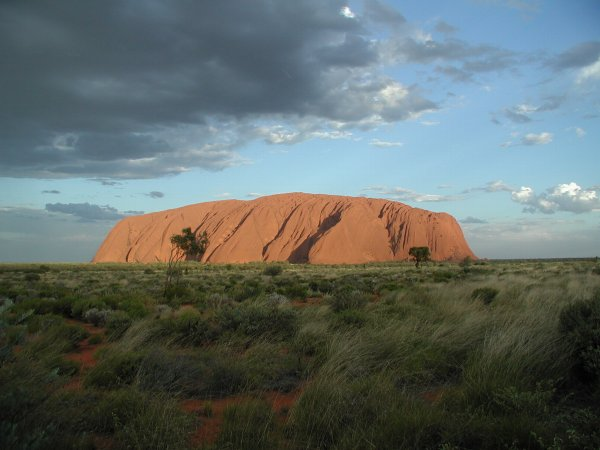
Pitjantjatjarafolket (anangu) bor i området kring Uluru och söderut mot Stora Australbukten.

## Erkännande av heliga platser
De heliga platserna, Uluru (Ayers Rock) och Kata Tjuta var mycket viktiga andligt och rituellt för anangu.